# Amazon Grimstad FK
Amazon Grimstad Fotballklubb (kurz: Amazon Grimstad FK) ist ein norwegischer Frauenfußball-Verein aus Grimstad.

## Geschichte
Der Verein stieg 2005 erstmals in die Toppserien, die höchste Spielklasse im norwegischen Frauenfußball auf. In der ersten Saison belegte der Verein den sechsten Platz. Nach zehn Jahren in der höchsten Spielklasse stieg die Mannschaft im Jahre 2015 wieder ab. Der Verein trägt seine Heimspiele im Stadion „Levermyr“ aus. Trainer ist Jan Aksel Opsahl Odden.

## Erfolge
- 2005 Aufstieg in die höchste Spielklasse Norwegens, Toppserien